# ŠK Jedinstvo Stara Pazova
ŠK Jedinstvo Stara Pazova – serbski klub szachowy z siedzibą w Starej Pazovej.

## Historia
Klub powstał w 1948 roku, oficjalnie został zarejestrowany rok później. W 1994 roku klub zadebiutował w Prvej lidze Jugoslavije, zajmując wówczas trzecie miejsce w klasyfikacji. W kolejnym sezonie zespół uzyskał szóstą pozycję w lidze. Ponadto w 1995 roku klub uczestniczył w rozgrywkach Pucharu Europy, zajmując trzecie miejsce w fazie grupowej, po zwycięstwie nad ARS Roma, przegranej z Iraklio OAA oraz remisie z CSKA Moskwa. W sezonie 1996 Jedinstvo awansowało do fazy finałowej mistrzostw Jugosławii, gdzie zajęło drugie miejsce, ulegając jedynie Agrouniverzalowi Zemun. W latach 1997–1998 zespół był dziesiąty w lidze, a w 1999 roku zajął dziewiąte miejsce. W sezonie 2000 klub spadł z Prvej ligi.
Zawodnikami klubu byli m.in.: Wołodymyr Bakłan, Dragan Barlov, Dragiša Blagojević, Wiktor Bołogan, Andriej Charłow, Milan Draško, Kirił Georgiew, Andrei Istrățescu, Siergiej Iwanow, Anatolij Karpow, Goran Kosanović, Dragan Kosić, Miroljub Lazić, Suzana Maksimović, Andrij Maksymenko, Milan Matulović, Zorica Nikolin, Dušan Rajković i Andriej Sokołow.